# Washingtoni Egyetem (North Sound)
A Washingtoni Egyetem North Sound campusa tervezett telephely, amely Everettben vagy Smokey Pointban nyílna meg. 2008 márciusában Randy Hodgins, az egyetem szóvivője bejelentette, hogy a kampusz helyszínével kapcsolatban nem született konszenzus.
A költségvetési hiány miatt a telephely felépítését határozatlan időre elhalasztották; az állami törvényhozás szerint a bothelli campus és a Bellevue-i Főiskola növekedése miatt megnyitása nem feltétlenül szükséges.

## Fordítás
- Ez a szócikk részben vagy egészben  az   University of Washington North Sound című angol Wikipédia-szócikk ezen változatának fordításán alapul.  Az eredeti cikk szerkesztőit annak laptörténete sorolja fel. Ez a jelzés csupán a megfogalmazás eredetét és a szerzői jogokat jelzi, nem szolgál a cikkben szereplő információk forrásmegjelöléseként.